# Fritz Odemar
Fritz Otto Emil Odemar (* 31. Januar 1890 in Hannover; † 6. Mai 1955 in München) war ein deutscher Theater- und Filmschauspieler. Sein Sohn Erik Ode ist ebenfalls Schauspieler geworden.

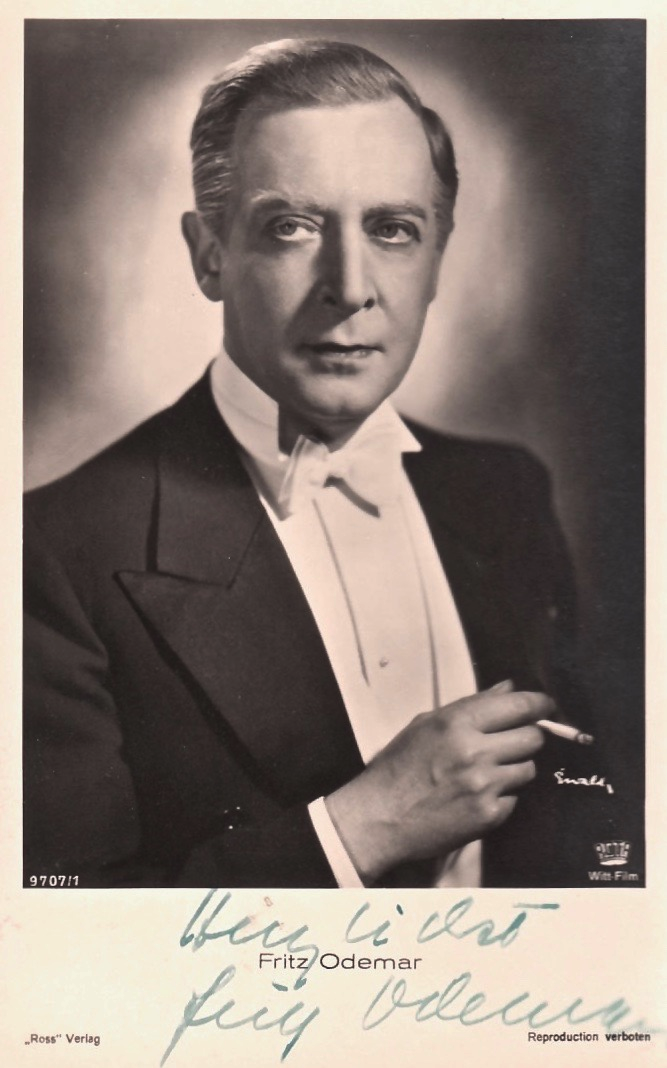
Fritz Odemar in den 1930er Jahren

## Leben
Odemars Vater war der Hofschauspieler Fritz Odemar senior (Karl Julius Friedrich Odemar; 1858–1926), seine Mutter dessen Ehefrau Anna Emma Charlotte, geborene Tiedemann. Fritz Odemar debütierte 1909 am Theater Münster. Seine Theaterkarriere führte ihn über Koblenz und Bremen 1914 an das Nationaltheater Mannheim und 1921 an das Schauspielhaus Frankfurt. Ab 1928 spielte er an verschiedenen Berliner Bühnen, wie der Berliner Komödie oder dem Deutschen Theater. Dort wirkte Odemar u. a. bei Inszenierungen von Gustaf Gründgens und Heinz Hilpert mit. Nach Rollen in einigen Stummfilmen war er in über 130 Spielfilmen zu sehen. Oft verkörperte er vornehme Typen, Aristokraten und Diplomaten, aber auch Falschspieler und Hochstapler.
Fritz Odemar, der in fünf Tonfilmen Rollen neben Hans Albers spielte, äußerte sich mehrfach im betrunkenen Zustand abfällig über die Nationalsozialisten. An ihm wurde ein abschreckendes Exempel statuiert. Er wurde nachts in seiner Berliner Wohnung überfallen und mit Reitpeitschen derartig zusammengeschlagen, dass er am ganzen Körper von Striemen übersät war. Grund dafür war, dass er bei einer Parteiveranstaltung, bei der emigrierte Künstlerinnen wie Gitta Alpár, Fritzi Massary und Elisabeth Bergner in übelster Weise beschimpft worden waren, energisch gegen diese Verunglimpfung protestierte.
Nach dem Zweiten Weltkrieg spielte er ab 1945 an der Kleinen Komödie in München. Eine seiner letzten Bühnenrollen war 1953 der Mörder Shunderson in Dr. med. Hiob Prätorius von Curt Goetz am Düsseldorfer Schauspielhaus. Seinen letzten Filmauftritt absolvierte er als General von der Tann an der Seite von O. W. Fischer in Ludwig II. – Glanz und Elend eines Königs. Er war mit der Schauspielerin Erika Nymgau verheiratet und ist der Vater des Schauspielers und Regisseurs Erik Ode.
Seine Grabstätte befindet sich auf dem Friedhof in Bernau am Chiemsee.

## Filmografie (Auswahl)
- 1927: Der fröhliche Weinberg
- 1928: Abwege
- 1928: Das letzte Fort
- 1929: Mädchen am Kreuz
- 1930: Zwei Krawatten
- 1930: Skandal um Eva
- 1930: Das Lied ist aus
- 1930: 1914, die letzten Tage vor dem Weltbrand
- 1930: Die Marquise von Pompadour
- 1931: Der Mann, der seinen Mörder sucht
- 1931: Drei Tage Liebe
- 1931: M
- 1931: … und das ist die Hauptsache!?
- 1931: Der Hauptmann von Köpenick
- 1931: Der Raub der Mona Lisa
- 1932: Quick
- 1932: Schuß im Morgengrauen
- 1932: Grün ist die Heide
- 1932: Strich durch die Rechnung
- 1932: Ein toller Einfall
- 1932: Eine Tür geht auf
- 1933: Salon Dora Green
- 1933: Ein gewisser Herr Gran
- 1933: Das Schloß im Süden
- 1933: Ein Unsichtbarer geht durch die Stadt
- 1933: Viktor und Viktoria
- 1934: Einmal eine große Dame sein
- 1934: Zwischen zwei Herzen
- 1934: Der Doppelgänger
- 1934: Fürst Woronzeff
- 1934: Ich heirate meine Frau
- 1934: Die englische Heirat
- 1934: Abschiedswalzer
- 1934: Ein Walzer für dich
- 1934: Charleys Tante
- 1934: Peer Gynt
- 1935: Der alte und der junge König
- 1935: Knock out
- 1935: Lady Windermeres Fächer
- 1935: Im weißen Rößl
- 1935: Familie Schimek
- 1936: Rendezvous in Wien
- 1936: Ein seltsamer Gast
- 1936: Ein Lied klagt an
- 1937: Der Hund von Baskerville
- 1937: Togger
- 1937: Die Stimme des Herzens
- 1937: Heimweh
- 1937: Das große Abenteuer
- 1937: Der Biberpelz
- 1937: Serenade
- 1938: Rätsel um Beate
- 1938: Frühlingsluft
- 1938: Diskretion – Ehrensache
- 1938: Der Fall Deruga
- 1938: Spaßvögel
- 1939: Der arme Millionär
- 1939: Kitty und die Weltkonferenz
- 1940: Verwandte sind auch Menschen
- 1940: Frau nach Maß
- 1940: Kleider machen Leute
- 1940: Der Herr im Haus
- 1941: Blutsbrüderschaft
- 1941: Carl Peters
- 1941: Hauptsache glücklich
- 1941: Auf Wiedersehn, Franziska
- 1941: Familienanschluß
- 1941: Vom Schicksal verweht
- 1941: Leichte Muse
- 1942: Kleine Residenz
- 1942: Einmal der liebe Herrgott sein
- 1943: Zirkus Renz
- 1943: Reise in die Vergangenheit
- 1943/47: Spuk im Schloß
- 1944: Hundstage
- 1945: Der Fall Molander
- 1945/47: Der Millionär
- 1947: Film ohne Titel
- 1948: Die Zeit mit Dir
- 1949: Begegnung mit Werther
- 1949: Artistenblut
- 1949: Wer bist du, den ich liebe?
- 1950: Skandal in der Botschaft
- 1950: Hochzeitsnacht im Paradies
- 1951: Begierde
- 1951: Das Geheimnis einer Ehe
- 1952: Die Diebin von Bagdad
- 1954: Ludwig II. – Glanz und Elend eines Königs